# (32110) 2000 KA73
2000 KA73 (asteroide 32110) é um asteroide da cintura principal. Possui uma excentricidade de 0.20487760 e uma inclinação de 13.73792º.
Este asteroide foi descoberto no dia 28 de maio de 2000 por LONEOS em Anderson Mesa.